# ال نیدو
ال نیدو (به لاتین: El Nido, Palawan) یک شهر در فیلیپین است که در پالاوان واقع شده‌است.

## خصوصیات
ال نیدو ۴۶۵٫۱۰ کیلومترمربع مساحت و ۳۶٬۱۹۱ نفر جمعیت دارد و ۶۰۹ متر بالاتر از سطح دریا واقع شده‌است.